# LMBT-kronológia (18. századig)
Ez az oldal a leszbikus, meleg, biszexuális és transznemű (LMBT) emberek jogainak történetében bekövetkezett fontosabb eseményeket tartalmazza.

## 5. század
- 400 körül – A Kámaszútra Indiában egyebek mellett a hárembeli leszbikusságot is leírja.[1]
- 433 – II. Theodosius bizánci császár megváltoztatja a férfiak közötti szexet szabályozó törvényeket. A Codex Theodosianus máglyahalált ír elő büntetésként, ha egy férfi a testét „nőként” használja.[1]

## 6. század
- 533 – Justinianus bizánci császár törvénykönyve fellép az  „olyan férfiakkal szemben, akik vágyat éreznek más férfi iránt”, mert ez szerinte veszélyezteti az államot. A büntetés: kasztráció.[1][2]
- 576 – Szent Anasztázia halála. Korábban Justinianus bizánci császár udvarában volt udvarhölgy, majd huszonnyolc éven át (haláláig) férfiszerzetesnek öltözve élt Egyiptomban. A mai LMBT közösség „transznemű szentként” tekint rá.

## 7. század
- 651 körül – Az iszlám szent könyve, a Korán kanonizált változata több negatív utalást tartalmaz a férfiak közötti szexre, „Lut népére” utalva, kapcsolódva a keresztény hagyomány Szodoma és Gomorra történetéhez is. Nincs azonban büntetés, amelyet kifejezetten előírnának.[1]
- 654 – A Vizigót Királyság bűncselekménnyé nyilvánítja a szodómiát, a büntetés pedig kasztrálás. Ez az első európai világi törvény, amely a büntetésről rendelkezik.[3]
- 693 – Ibériában Egica vizigót uralkodó azt követeli, hogy az egyházi tanács szálljon szembe a homoszexualitás előfordulásával a Királyságban. A toledói tanács válaszul kiad egy nyilatkozatot, amely szerint a homoszexuális cselekedeteket kasztrálással, az úrvacsorából való kizárással, hajnyírással, száz ostorcsapással és száműzetéssel kell büntetni.[4]

## 8. század
- 700 körül – Walesben és Írországban a bűnök listáján és az ajánlott bűnbánatokat tartalmazó listán, melyet papok számára állítottak össze a gyónáshoz, a férfiak közötti szexuális kapcsolat mellett megjelenik a nők közötti kapcsolat is. Az előírt penitencia a heteroszexuális házasságtöréshez hasonló.[1]
- 720 – Az egyik első Japánban írt könyv, a Nihonsoki („Japán krónikája”) említést tesz két férfi szeretőről, akik feldühítették az isteneket azzal, hogy szentségtörő módon közös sírban temették el őket. Ez talán a legkorábbi fennmaradt említés az azonos neműek szerelméről Japánban.[1]
- 781-782 – A karoling udvarban élő York-i Alcuin apát szerelmes verseket ír más szerzeteseknek, a homoszexualitást elítélő számos egyházi törvény ellenére.[5]

## 9. század
- 800 körül – Abu Nuvász arab költő fiúkhoz ír szerelmes verseket (gazalokat).[1]
- 806 – Kúkai (posztumusz címén Kóbó daisi) japán szerzetes visszatér Kínából Japánba, és a japán hagyományok szerint magával hozza a férfi-férfi szerelem „kínai szokását”, a singon buddhizmussal együtt.[1]
- 829 – A párizsi helyi zsinaton elfogadott nyilatkozat a mór invázió, a magyar kalandozások, valamint a viking támadások kapcsán szodómiáról, bestialitásról és pogányságról ír.[1]
- 866 – III. Mikhaél bizánci császár kegyencét, egyes feltételezések szerint férfiszeretőjét, Macedón Baszileioszt társcsászárrá választja. A következő évben meggyilkolja Mikhaélt, és ezzel egyedüli császár lett, I. Baszileiosz néven.[6]

## 10. század
- 914 – Egy bizánci kommentátor lapszéli megjegyzést fűz Alexandriai Kelemen második századi keresztény teológus szövegéhez, elmagyarázva, hogy a „nők, akik férfiként viselkednek” Kelemen szerint azokat a nőket jelenti, akik „utálatos tribádok, hetairistriaiak vagy lesbiaiak”. Ez a „leszbikus” kifejezés legrégebben rögzített használata olyan összefüggésben, amely egyértelműen az azonos neműek közötti cselekedetekre utal.[6]

## 11. század
- 1007 – Worms-i Burchard püspök dekrétuma a homoszexuális cselekedeteket egyenrangúvá teszi a szexuális vétségekkel, például a házasságtöréssel, és ezért azzal érvel, hogy ugyanazon bűnbánattal kell érte vezekelni (általában koplalással).[4]
- 1051 – Damiani Szent Péter megírja a Liber Gomorrhianus (Gomorrhai Könyv) című értekezést, az egyházon belüli kicsapongásokról, szigorúbb büntetés mellett érvelve azon klerikusok ellen, akik nem teljesítik kötelességüket a „természeti bűnökkel” szemben.[6]
- 1073 – VII. Gergely pápa elrendeli, hogy Szapphó műveit, mint a világ legrégebbi nők közötti szerelmi költészetét, Rómában és Konstantinápolyban máglyákon égessék el.[6]
- 1100 – Chartres-i Ivo megpróbálja meggyőzni II. Orbán pápát a homoszexualitás kockázatairól. Ivo azzal vádolja egyben Rodolfót, Tours érsekét, hogy meggyőzte a francia királyt, nevezzen ki egy bizonyos Giovannit, állítólagos szeretőjét Orléans püspökévé.

## 12. század
- 1102 – London városi tanácsa intézkedéseket hoz annak érdekében, hogy a lakosság megtudja: a homoszexualitás bűn.
- 1120 január – II. Balduin jeruzsálemi király és Garmund pátriárka a nabluszi zsinaton kiterjedt törvénykezést kezdeményez a szodómiával kapcsolatban (a 25 törvényből négy kánon ezzel foglalkozott). A folytatólagosan elkövetett szodómiát máglyahalállal büntetik.[4][7]
- 1140 – Az itáliai Monk Gratian Concordia discordantium canonum címet viselő, Decretum Gratiani címen is emlegetett jogi tankönyve kimondja, hogy az összes szexuális jellegű bűn között legrosszabb a szodómia.[4][8]
- 1179 március – A harmadik lateráni zsinat rendeletének 11. cikkelye a természetellenes viszonyok kapcsán kimondja: a szodómiával elítélt papokat le kell váltani és vezekelniük kell, a laikus szodomitákat pedig ki kell közösíteni.[9][10]

## 13. század
- 1212 – Párizs városi tanácsa megtiltja, hogy egy kolostorban az apácák egy ágyban aludjanak, és megszabják, hogy a lámpát egész éjszakára égve kell hagyni a zárdai hálóhelyiségekben.[6]
- 1221 – Magyarországi Pál (Paulus Hungaricus) bolognai jogászprofesszor gyóntatópapok számára írott kézikönyvében (De confessione) a szodómia széles körű értelmezését adja: "Tehát azt mondom röviden, hogy  a természet edényén kívüli pollúció, bárhogy tesszük, természetellenes bűn, mindenki, aki ezt az utat járja, szodomitának neveztetik." Vagyis a nemi élet minden olyan formája természetellenes, ami nem utódnemzés célját szolgálja, így a homoszexualitás is.[11]
- 1231 – IX. Gergely pápa felállítja a pápai inkvizíciót, melyet 1233-ban a domonkos rend kezébe ad át. Az inkvizíciót ugyan elsősorban az eretnekek ellen alkalmazták, ám szodomiták ellen is születtek ítéletek.
- 1250 körül – A norvég törvényhozás, a Gulathing első fennmaradt jogszabályainak gyűjteménye büntethetővé teszi a férfiak közötti szodómiát. A bűnösnek találtakat "törvényen kívüli"-nek ítélve száműzték.[6]
- 1256 – X. Alfonz kasztíliai király "Las Siete Partidas" nevű törvénykönyve kitér a "természet elleni bűnök"-re is, beleértve a szodómiát. A büntetés kasztrálást követően megkövezés általi halál.[12]
- 1260 – A Francia Királyságban, egy Orléans-ban elfogadott új törvénnyel büntethetővé teszik a szodómiát, mind a férfiak, mind a nők közöttit. Az első alkalommal rajtakapott elkövetőnek eltávolították a heréit vagy a csiklóját, második alkalommal levágták a péniszt vagy a mellet, harmadik alkalommal pedig megégették vagy élve eltemették az illetőt.[12][13]
- 1265 – Aquinói Szent Tamás kifejti, hogy a szodómia második helyen áll a főbűnök között, közvetlenül a gyilkosság után.[4]
- 1270 körül – IX. Lajos francia király (Szent Lajos) törvénykönyvében külön bünteti az anális közösülést ("bougerie"), máglyahalállal.[12]
- 1283 – A francia büntetőjogi rendelkezések leírják, hogy a szodomitákat nemcsak ki kell végezni, hanem vagyonukat el is kell kobozni.
- 1292 szeptember 28 – Gentben máglyán kivégeznek egy John nevű késkészítőt, mert egy másik férfival létesített kapcsolatot. Ez az első dokumentált büntetés-végrehajtás szodómia miatt Nyugat-Európában.[12]

## 14. század
- 1307 – IV. Fülöp francia király letartóztatja a templomos lovagrend tagjait és elkobozza vagyonukat. A politikai indíttatású akció ürügye eretnekség és szodómia vádja.[12] A rendet 1312-ben feloszlatják, vezetőjét, Jacques de Molay-t pedig 1314-ben Párizsban elevenen megégetik.
- 1321 – Dante: Isteni színjáték című művében is említi a szodomitákat, akik leírása alapján a Pokol hetedik körében lakoznak.
- 1323 – Franciaországban elítélik Verniolle-i Arnold ferences rendi szerzetest, szodómia és eretnekség vádjával. A bíróság igazat ad a vádaknak, miszerint Arnold testvér fiatal férfiakkal létesített kapcsolatot, a vidéki Franciaországban. A szerzetest életfogytiglani börtönre ítélik.[12][14]
- 1327 szeptember 21 – Kegyetlen módon megölik a bukott uralkodót, a közismerten homoszexuális II. Eduárd angol királyt.[12]
- 1347 – Bíróság elé kerül, szodómia vádjával az itáliai Rolandino Roncaglia, aki felesége halála után transzvesztitaként élte életét, és prostituáltként dolgozott.[15]
- 1395 – Két nőt és 15 férfit tartóztatnak le szodómia vádjával Mechelenben (ma Hollandiához tartozik). Egy férfit elítélnek.[12]
- 1395 – Letartóztatják John Rykenert, aki Eleanor néven előbb London Cheapside nevű negyedében, majd Oxfordban élt, és transzvesztita prostituáltként dolgozott. Fennmaradt kihallgatási jegyzőkönyve is, melyből kiderül, hogy ügyfelei között nagy számban voltak papok és szerzetesek is.[16]

## 15. század
- 1424 – Sienai Szent Bernát firenzei prédikációiban hirdeti, hogy a boszorkányok mellett a szodomitákat is közösítsék ki a társadalomból.[17] Szerinte a szodomiták okozzák a pestist, és ki kell őket közösíteni a városból.[18]
- 1432 – Európában elsőként Firenzében állítanak fel olyan hivatalt, amely kifejezetten szodómia vétségében kutat fel és ítél el férfiakat. Az Uffiziali di Notte (magyarul az „Éjszaka Hivatala”) az ezt követő 70 év során mintegy 10.000 férfit és fiút tartóztat le, közülük mintegy 2000-et elítél, főleg pénzbírságra.[19]
- 1451 – V. Miklós pápa egységesíti a pápai inkvizíciót, és üldözni kezdik a szodómia gyakorlóit.[20]
- 1476 – Leonardo da Vincit és három másik fiatalembert szodómiával vádolnak meg, ám felmentik őket.[21]
- 1483 – A spanyol inkvizíció kezdete. A szodomitákat ennek keretében kiherélték és megégették. 1630-ig dokumentáltan 27 férfit végeztek ki homoszexualitása miatt (a szodomita kifejezés alatt azonban az állattal közösülőket is üldözték, ilyen ügyben 64 embert ítéltek el ugyanezen időszak alatt).[4]
- 1492 – Rotterdami Erasmus ebben az évben ír számos szerelmes levelet egy szerzeteshez, aki a hollandiai Steyn kolostorában élt.[22][23]
- 1494 – Girolamo Savonarola beszédeiben bírálja Firenze lakosságát azok "borzalmas bűnei" (elsősorban a homoszexualitás és szerencsejáték) miatt, és sürgeti őket, hogy adják fel a szodomitákat.[20]
- 1497 – Spanyolországban II. (Katolikus) Ferdinánd és Kasztíliai Izabella módosítja a szodómia törvényt, amelyet eddig csak a városokban alkalmaztak. Innentől kezdve növekszik a büntetés, a bizonyítás szükségessége csökken, a kínzás megengedetté válik, az elítélttől pedig ingatlanját is elkobozzák.[20]

## 16. század
- 1502 november – Sandro Botticellit egy fiatal fiún elkövetett szodómiával vádolják meg, a vádakat azonban ejtik. Az erről szóló összefoglalót 1938-ban találta meg Jacques Mesnil, aki rágalomnak tartotta az egész ügyet.[24]
- 1523 január 14. – Első alkalommal ítélik el Benvenuto Cellinit szodómia miatt. 1548-ban és 1556-ban hasonló ügye volt.[25]
- 1532 – A Német-római Birodalomban halállal büntethetővé teszik a szodómiát.[4]
- 1532 – Michelangelo Buonarroti el kezdi írni Tomasso dei Cavalierihez szóló, mintegy 300 szonettjét.[26]
- 1533 – VIII. Henrik alatt megkezdődik a szodómia szokásjog szerinti üldözése. A szodómia-törvényt (Buggery Act) csak 1828-ban helyezik hatályon kívül, ennek ellenére még 1836-ban is született ítélet ez alapján. Ebben az időben szodómiának minősült minden, a fajfenntartást nem szolgáló szexuális tevékenység (így az önkielégítés, az anális szex és az orális szex is).[27]
- 1541 – Tanítványain elkövetett szodómiáért elítélik Nicholas Udall papot, drámaírót, az Eton College nevű fiúkollégium igazgatóját. A halálbüntetés helyett végül egy év szabadságvesztést kap.
- 1553 – Tudor Mária angol királynő trónra lépésekor eltörli apja, VIII. Henrik összes törvényét, így a Szodomita törvényt is.
- 1563 – I. Erzsébet angol királynő visszaállítja a szodómia-törvényt.[4]

## 17. század
- 1620 – Brandenburg-Poroszország büntetni kezdi a szodómiát, halálbüntetéssel.[4]
- 1624 – Richard Cornisht perbe fogják és halálra ítélik szodómia miatt Virginia gyarmaton.[28]
- 1649 – Az első ismert eset, amikor nők közti szexuális kapcsolat miatt fognak valakit perbe. Sarah White Normant azzal gyanúsítják, hogy „erkölcstelen viszony”-t kezdett Mary Vincent Hammonnal Plymouthban, Massachusetts államban.[29]
- 1655 – Connecticut kolónia elfogadja a szodómiát büntető törvényt, mely a nőkre is kiterjedt.[30]

## 18. század
- 1721 – Poroszországban kivégzik szodómiáért Catharina Margaretha Lincket,  egy transzszexuális nőt (biológiai neme szerint férfi volt).
- 1726 – A rendőrség razziát tart Clap mama londoni bordélyában. Clap meghal, a letartóztatott férfiakat Tyburnben kivégzik.[31]
- 1730 és 1811 között Hollandiában számos látványos per indul szodómiával gyanúsított személyek ellen. A legsúlyosabb üldözések 1730-1737 között, 1764-ben, 1776-ban, valamint 1795-1798 között voltak.
- 1750 július 6 – Utolsó alkalommal ítélnek Franciaországban máglyahalálra két férfit (Bruno Lenoir, Jean Diot) szodómia vétsége miatt.[32]
- 1785 – Jeremy Bentham filozófus és jogász egy kiadatlan tanulmányában az elsők között felveti a szodómia dekriminalizálását Angliában. A mű csak 1931-ben jelenhetett meg.[4]
- 1792 – Franciaország és Andorra, a világon elsőként megszünteti a felnőtt férfiak közti szexuális kapcsolat büntethetőségét.[33]
- 1794 – A Porosz Királyság eltörli a homoszexualitásért (szodómiáért) járó halálbüntetést.[4]

» későbbi események

## Fordítás
- Ez a szócikk részben vagy egészben  a   Timeline of LGBT history című angol Wikipédia-szócikk ezen változatának fordításán alapul.  Az eredeti cikk szerkesztőit annak laptörténete sorolja fel. Ez a jelzés csupán a megfogalmazás eredetét és a szerzői jogokat jelzi, nem szolgál a cikkben szereplő információk forrásmegjelöléseként.